# یواس‌اس ویکس (دی‌دی-۵۷۸)
یواس‌اس ویکس (دی‌دی-۵۷۸) (به انگلیسی: USS Wickes (DD-578)) یک کشتی بود که طول آن ۱۱۴٫۷ متر (۳۷۶ فوت) بود. این کشتی در سال ۱۹۴۲ ساخته شد.